# Linia kolejowa nr 805
Linia kolejowa nr 805 – pierwszorzędna, jednotorowa, zelektryfikowana linia kolejowa łącząca stację Swarzędz z posterunkiem odgałęźnym Stary Młyn.
Linia stanowi łącznicę między linią kolejową Swarzędz – Poznań Starołęka a linią kolejową Poznań Krzesiny – Kobylnica i umożliwia wjazd pociągów z kierunku Wrześni i Konina na Kolej Obwodową w Poznaniu w stronę stacji Koziegłowy oraz Kobylnica.